# Gaesischia sapucacensis
Gaesischia sapucacensis är en biart som först beskrevs av Cockerell 1918.  Gaesischia sapucacensis ingår i släktet Gaesischia och familjen långtungebin. Inga underarter finns listade i Catalogue of Life.